# Nettesheim
Nettesheim ist ein Ortsteil der Gemeinde Rommerskirchen im Rhein-Kreis Neuss in Nordrhein-Westfalen.

## Lage
Nettesheim liegt etwa 20 km nordwestlich von Köln und etwa 20 km südwestlich von Düsseldorf zwischen den Städten Grevenbroich, Dormagen und Pulheim an der Bundesstraße 477. Durch den Ort fließt der Gillbach. Östlich schließt sich der Ort Butzheim an. Westlich von Nettesheim befindet sich der Strategische Bahndamm.

## Geschichte

### Entstehung und Entwicklung des Ortes

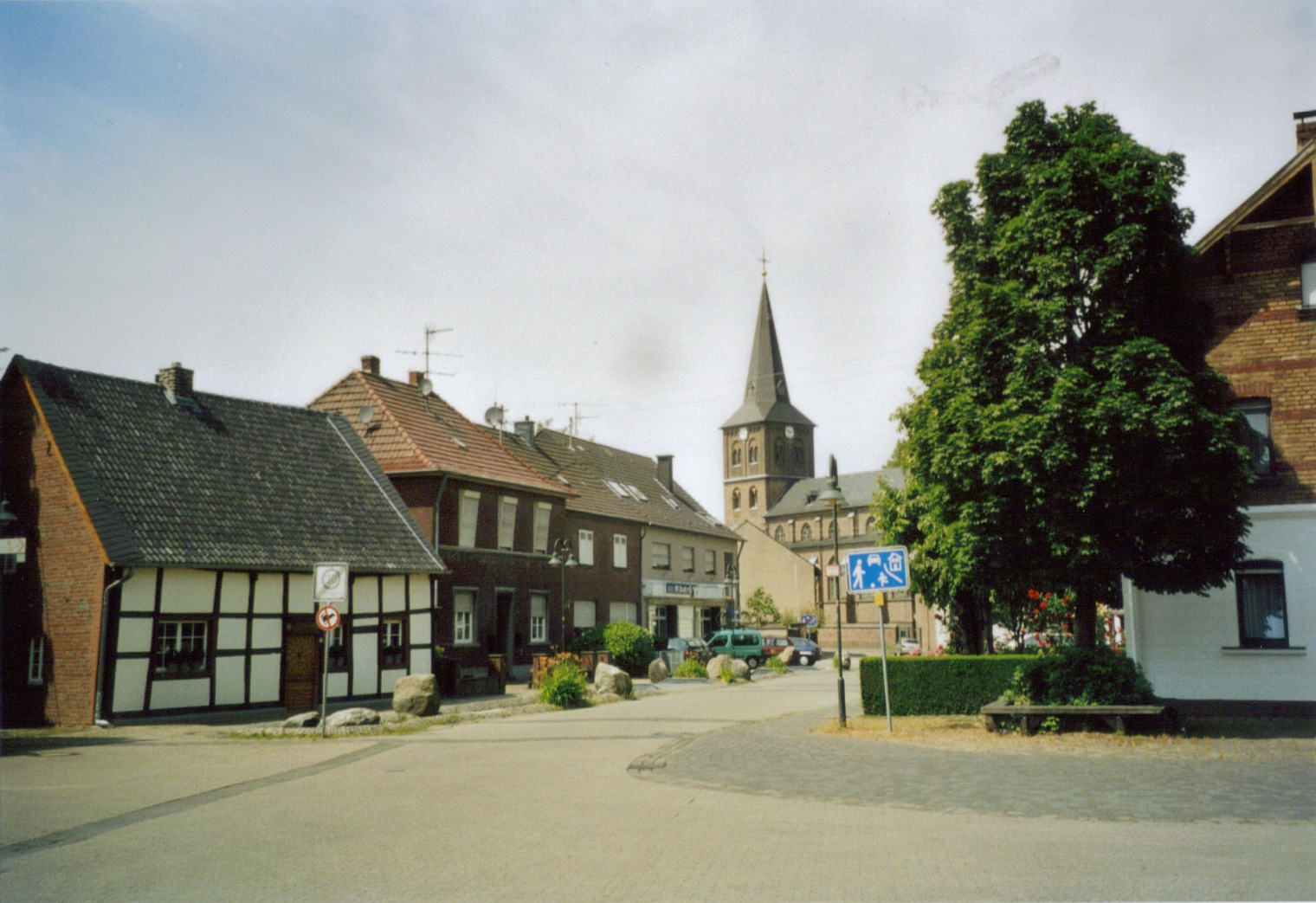
Nettesheim, Dorfplatz (2005)

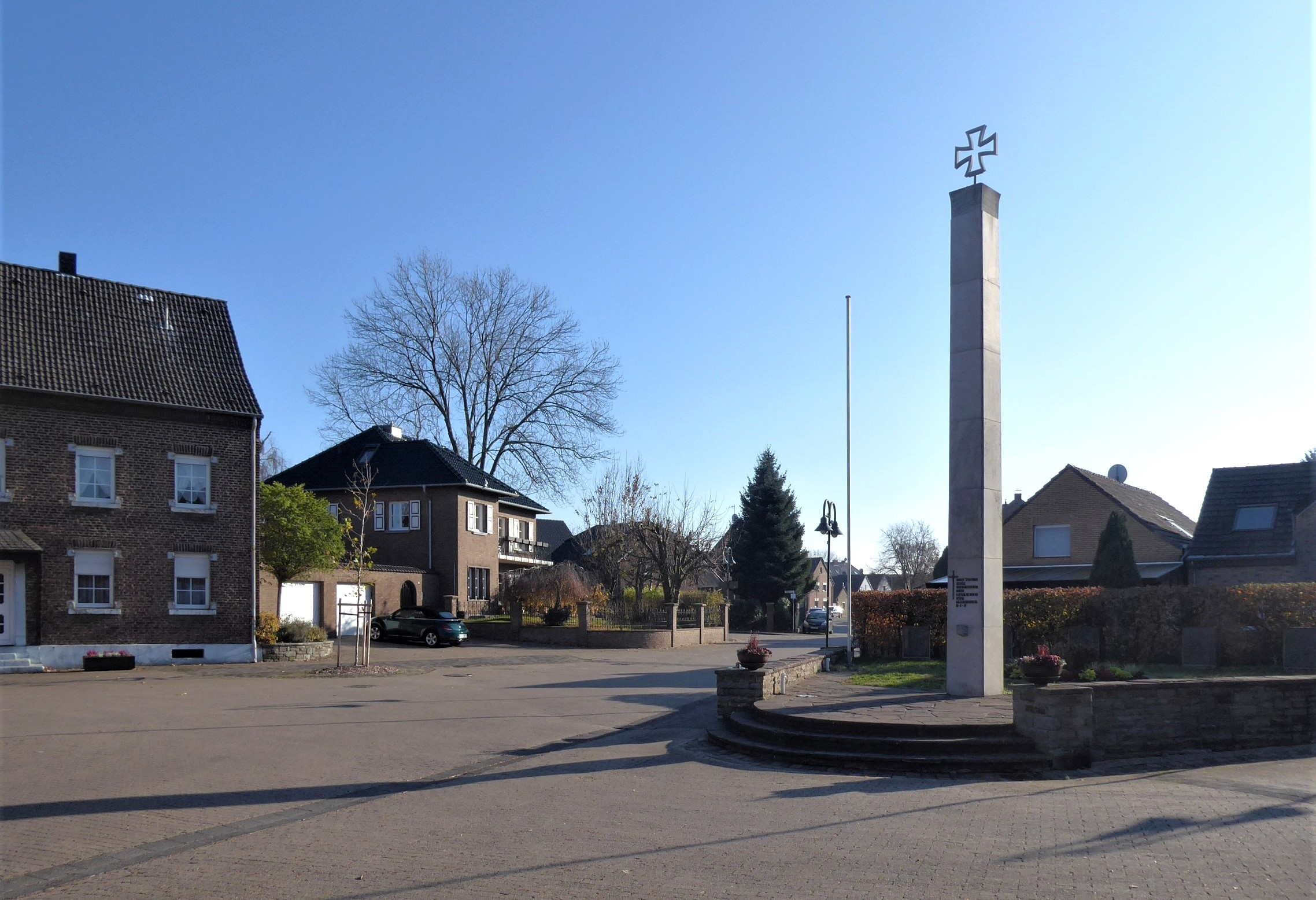
Nettesheim, Kriegerdenkmal am Dorfplatz

Die Entstehung von Nettesheim geht auf die fränkische Zeit zurück. Im Jahre 1187 wurde der Ort als „Neoensheim“ erwähnt. Nettesheim gehörte bis 1794 zum Dingstuhl Rommerskirchen im kurkölnischen Amt Hülchrath. Nach dem Einmarsch der Franzosen 1794 wurde das linksrheinische Gebiet französisch. 1798 wurde das Rheinland von den Franzosen in vier Departements (Rur/Roer, Rhein-Mosel, Saar und Donnersberg) aufgeteilt. Departements waren in Arrondissements/etwa Regierungsbezirke unterteilt, diese wiederum in Cantone/etwa Kreise und diese wieder in Mairien/Bürgermeistereien. Als unterste Verwaltungseinheit entstand in diesem Gebiet die Mairie Nettesheim. Diese gehörte zum Kanton Dormagen im Arrondissement Cologne im Département de la Roer. Nach dem Abzug der französischen Besatzungstruppen infolge des Zusammenbruchs des napoleonischen Reiches 1814 wurde das katholisch geprägte Rheinland beim Wiener Kongress dem protestantischen Preußen zugesprochen. Damals wurde die gleichnamige Bürgermeisterei Nettesheim mit den Gemeinden Nettesheim-Butzheim, Frixheim-Anstel und Gohr gebildet. 1819 erhielt Nettesheim seinen ersten hauptamtlichen Lehrer. Zwischen 1847 und 1894 wanderten 251 registrierte Auswanderer aus Nettesheim und Butzheim aus, vor allem nach Amerika.
Bis 1929 gehörte die Bürgermeisterei Nettesheim zum Kreis Neuss und führte ab 1927 die Bezeichnung Amt. 1929 kam das Amt Nettesheim an den Landkreis Grevenbroich. Seit 1936 bestand eine gemeinsame Verwaltung mit Rommerskirchen im neuen Rathaus Eckum. Die Gemeinde Nettesheim-Butzheim gehörte bis zu ihrer Auflösung dem Amt Rommerskirchen-Nettesheim an. Ihr letzter Bürgermeister war Peter Emunds (CDU) und sein Stellvertreter Konrad Pesch (CDU). Sie übten außerdem die Ämter des ehrenamtlichen Gemeindedirektors und des Allgemeinen Vertreters aus. Die Gemeinde bestand aus den Ortschaften Nettesheim und Butzheim.
Am 1. Januar 1975 wurden sowohl das Amt Rommerskirchen-Nettesheim als auch die Gemeinde Nettesheim-Butzheim aufgelöst und in die Gemeinde Rommerskirchen eingegliedert.

### Katholische Pfarrei

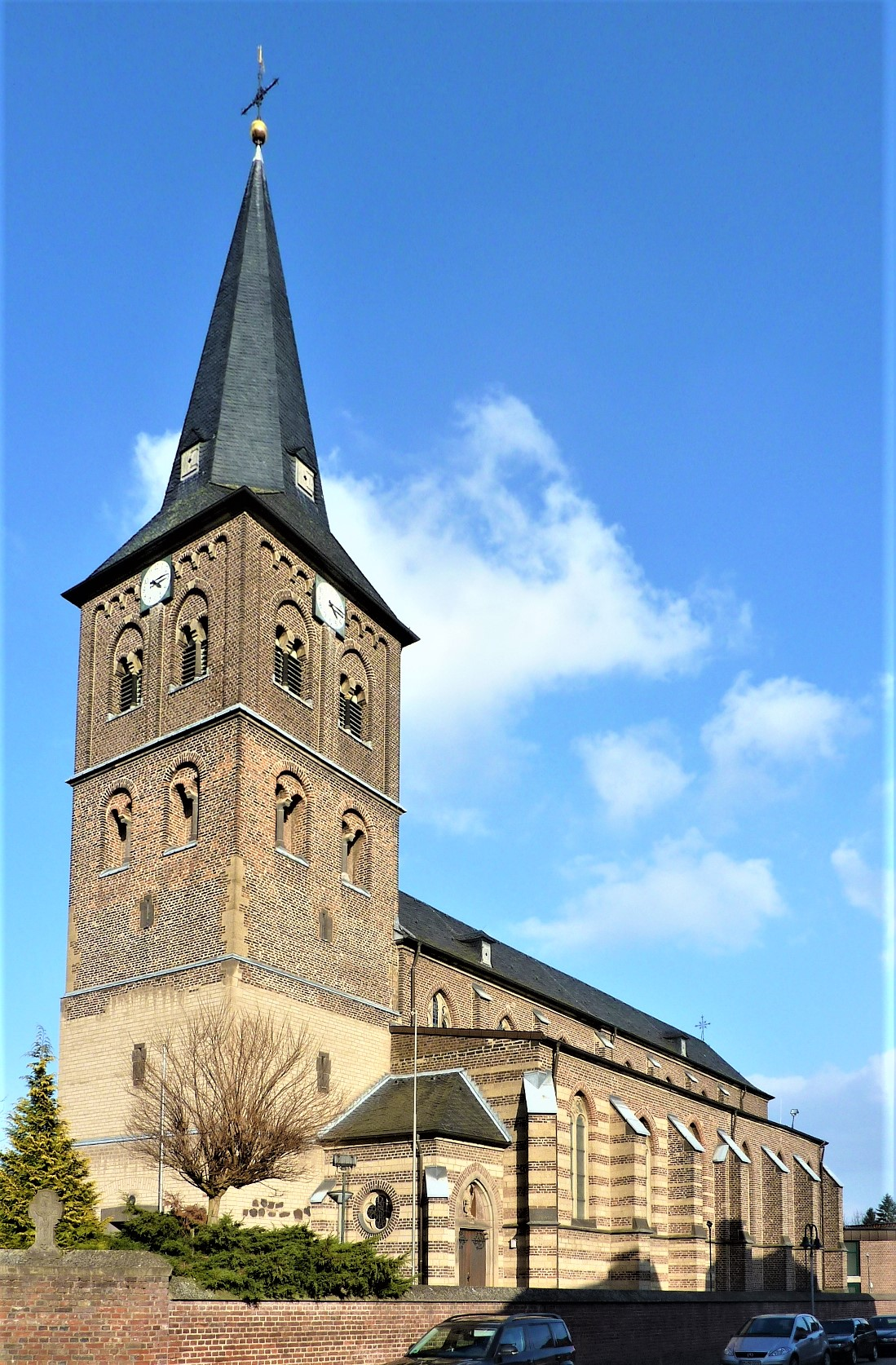
St. Martinus zu Nettesheim

Die katholische Pfarrei St. Martinus zu Nettesheim wurde im Jahre 1195 erstmals erwähnt. Nur der romanische Turm ist von der ursprünglichen Kirche vorhanden. 1515 wurde die Kirche mit Ausnahme des Turms erneuert. 1858 musste der alte Chorraum einem Neubau weichen. 1885 wurde der alte Teil der Kirche dem Neubau angeglichen und der Turm aufgestockt.
Auf dem ehemaligen Friedhof neben der Kirche, der 2005 zu einer Parkanlage umgestaltet wurde, steht ein Kriegerdenkmal, das an die Gefallenen und Vermissten des Ersten Weltkriegs von 1914 bis 1918 erinnert. An den Feldern um Nettesheim finden sich Wegekreuze, die als Fußfälle bezeichnet werden, da sie an den Leidensweg Christi erinnern und für die Betenden der Prozession mit einem Fußfall verbunden waren. Von den ursprünglich sieben Wegkreuzen sind allerdings heute nur noch fünf vorhanden.

### Einwohnerentwicklung
Gemeinde Nettesheim-Butzheim
| Jahr          | Einwohnerzahlen |
| ------------- | --------------- |
| 6. Juni 1961  | 1203            |
| 30. Juni 1964 | 1222            |
| 27. Mai 1970  | 1373            |
| 30. Juni 1974 | 1720            |

## Wirtschaft und Infrastruktur

### Bildungseinrichtungen
- Gemeinschaftsgrundschule Frixheim

### Technische, soziale und kulturelle Einrichtungen
- Freiwillige Feuerwehr, Löschzug Nettesheim
- Jugendfeuerwehr Nettesheim
- Jugendcafé Gil’ty Nettesheim
- Pfarrbücherei St. Martinus

## Vereine
- St.-Sebastianus Schützenbruderschaft Nettesheim 1300 Sektion Nettesheim-Butzheim e. V.
- Bundestambourkorps „Amicitia“ Nettesheim-Butzheim von 1919
- Sportschützen Nettesheim
- Pfarrcäcilienchor Nettesheim
- Quartettverein Nettesheim
- Kath. Frauengemeinschaft St. Martinus
- KJG Nettesheim
- Gillbach Liga Rommerskirchen (Dartsportverein)

### Medien
- Neuss-Grevenbroicher-Zeitung – regionale Tageszeitung, Neusser Zeitungsverlag GmbH
- Schaufenster – lokales Anzeigenblatt (Dienstag), Neusser Zeitungsverlag GmbH
- Rheinischer Anzeiger – lokales Anzeigenblatt (Mittwoch), Neusser Zeitungsverlag GmbH
- Erft-Kurier – lokales Anzeigenblatt (Dienstag) Neusser Zeitungsverlag GmbH
- NEW’S 89,4 – lokaler Radiosender (alle Tage), Neusser Zeitungsverlag GmbH

## Söhne und Töchter der Stadt
- Heinrich Cornelius Agrippa (1486–1535), Universalgelehrter, Theologe und Okkultist
- Horst Lichter (* 1962), Fernsehkoch und Entertainer aus Gill, geboren im Krankenhaus Nettesheim
- Wolfgang Niersbach (* 1950), 2012 bis 2015 Präsident des Deutschen Fußball-Bundes aus Evinghoven, geboren im Krankenhaus Nettesheim
- Norbert Prangenberg (1949–2012), deutscher Maler, Grafiker und Bildhauer aus Rommerskirchen, geboren im Krankenhaus Nettesheim